# Струмень
Струмень (пол. Strumień; ['strumJeń] (слушать)о файле) — город в Польше, входит в Силезское воеводство. Имеет статус городско-сельской гмины.

## Этимология
Название города происходит от ныне исчезнувшего Чёрного ручья (пол. Czarny Strumień), впервые упомянутого 25 октября 1293 года в документе, изданном князем Пшемыславом Ратиборским.

## История
Впервые Струмень упоминается как поселение в документах XIII века. В 1482 году поселение получило статус города. До 1625 года Струмень принадлежал тешинской линии рода Пястов, сперва под их управлением он входил в состав Богемии, а затем в состав Тешинской Силезии. С 1920 года город стал частью Польши.

## Города-побратимы
- Петршвальд, Чехия (с 25 сентября 2002)[5][6].
- Дольний Домаславице, Чехия[6].
- Шенов, Чехия[6].
- Дольни Гричов, Словакия[7].